# Klaus von Wysocki
Klaus von Wysocki (* 12. August 1925 in Solingen; † 10. September 2012 in Berlin) war ein deutscher Wirtschaftswissenschaftler.

## Leben
Im Zweiten Weltkrieg wurde Klaus von Wysocki zunächst zum Reichsarbeitsdienst und anschließend zur Wehrmacht eingezogen. Nach der Rückkehr aus der Kriegsgefangenschaft studierte er in Münster und wurde 1955 promoviert. 1960 habilitierte er sich im Fach Betriebswirtschaftslehre und erhielt 1962 einen Lehrstuhl an der Freien Universität Berlin. 1966 wurde er Professor für Wirtschaftsprüfung und Treuhandwesen an der Universität Mannheim; 1972 folgte er einem Ruf an die Universität München, wo er bis zu seiner Emeritierung im Jahr 1993 lehrte.
Klaus von Wysocki veröffentlichte fast 300 wissenschaftliche Beiträge zur Allgemeinen Betriebswirtschaftslehre, zum Rechnungs- und Prüfungswesen. 1987/88 war er Vorsitzender des Verbands der Hochschullehrer für Betriebswirtschaft.
Die Universität Mannheim verlieh ihm 1999 die Ehrendoktorwürde. Seit 2000 war von Wysocki Honorarprofessor an der Universität Wien.
Klaus von Wysocki starb im September 2012 im Alter von 87 Jahren in Berlin. Ein Requiem mit Aufbahrung des Verstorbenen fand am 21. September 2012 in der Heilig-Geist-Kirche in Berlin-Westend statt. Die Beisetzung erfolgte anschließend auf dem nahegelegenen landeseigenen Friedhof Heerstraße.

## Veröffentlichungen (Auswahl)
- Strukturprobleme sozialisierter Betriebe (Diss.), Münster 1955
- Öffentliche Finanzierungshilfen (Habil.), Forschungsberichte des Landes Nordrhein-Westfalen Nr. 946, Köln 1961
- Kameralistisches Rechnungswesen, Stuttgart 1965
- Grundlagen des betriebswirtschaftlichen Prüfungswesens, 3. Aufl., München 1988, ISBN 3-8006-1131-7
- Die Aufstellung der D-Markeröffnungsbilanz und ihre Auswirkungen auf die Folgebilanzen, Köln 1992, ISBN 3-504-35216-7
- Konzernrechnungslegung, 4. Aufl., Düsseldorf 1996, ISBN 3-8041-4029-7